# Спрингтаун (Арканзас)
Спрингтаун (енгл. Springtown) град је у америчкој савезној држави Арканзас.

## Демографија
По попису из 2010. године број становника је 87, што је 27 (-23,7%) становника мање него 2000. године.
| Група             | 2000.      | 2010.      |
| Белци             | 91 (79,8%) | 62 (71,3%) |
| Афроамериканци    | 0 (0,0%)   | 0 (0,0%)   |
| Азијати           | 1 (0,9%)   | 0 (0,0%)   |
| Хиспаноамериканци | 10 (8,8%)  | 11 (12,6%) |
| Укупно            | 114        | 87         |